# Karl-Liebknecht-Straße (Leipzig)
À ne pas confondre avec la Karl-Liebknecht-Straße à Berlin.

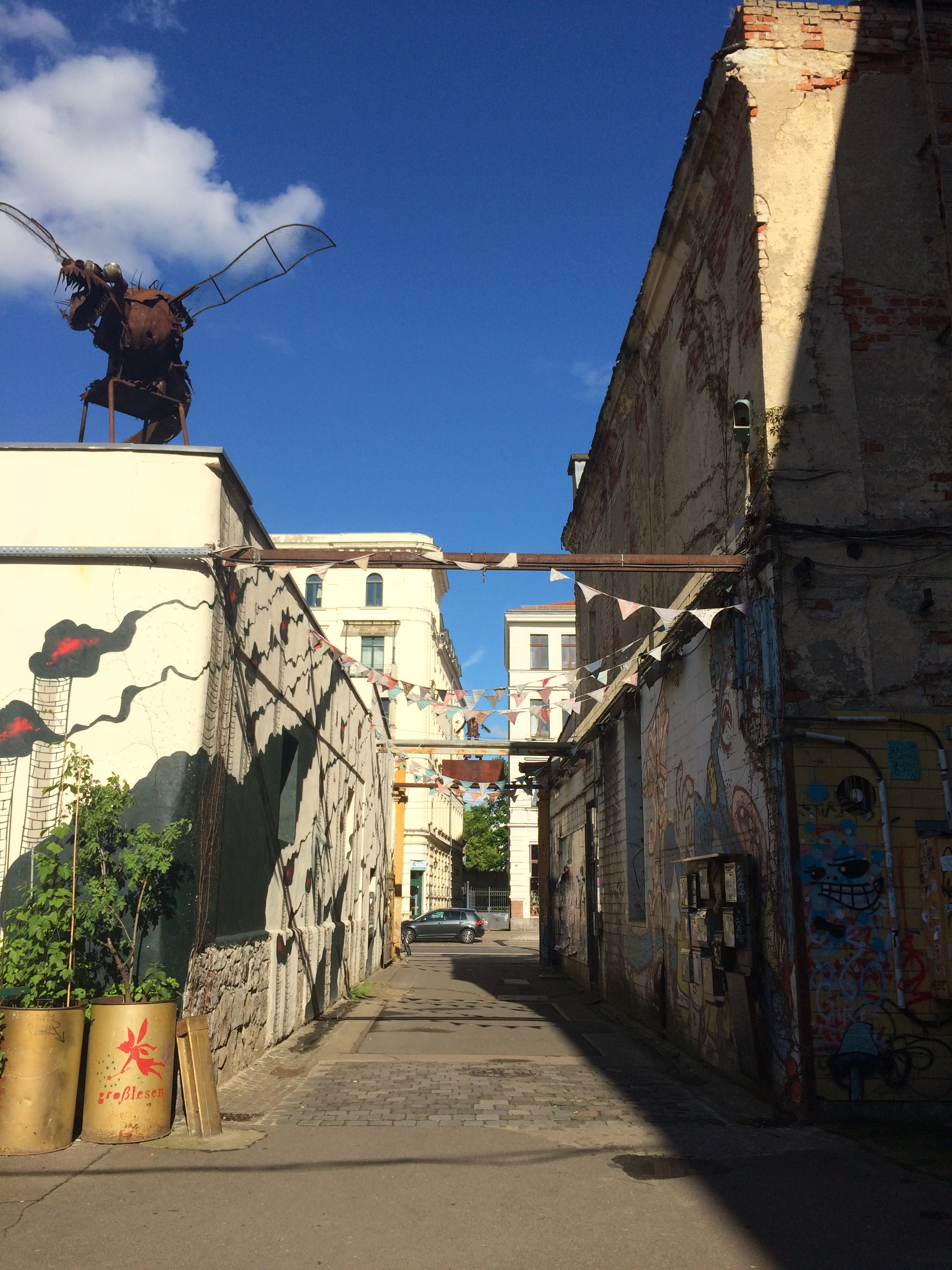
Entrée de l'impasse reliant à la friperie : Mrs Hippie. Ce lieu abrite également une scène à l'occasion de la KarLi Beben, une fête annuelle où se trouvent musiciens, stands, activités et animations.

La Karl-Liebknecht-Straße est une rue de Leipzig en Saxe, Allemagne. Elle relie le quartier de Zentrum-Süd dans le centre-ville à Leipzig-Connewitz au sud sur une quasi-ligne droite de 2,5 km. Traversant Leipzig-Südvorstadt dont sa place centrale Südplatz, Karl-Liebknecht-Straße est une des rues lipsiennes les plus populaires pour son université, ses commerces, ses bars et restaurants et plus généralement pour ses activités diurnes comme nocturnes.

## Odonymie
De 1874 à 1933, la rue est simplement appelée Südstraße (« rue méridionale »). Le 29 mars 1933 elle est renommée Adolf-Hitler-Straße par le pouvoir nazi comme de nombreuses autres voies en Allemagne. Le 18 mai 1945, les occupants américains redonnent à la rue son nom original Südstraße. Le 1er août 1945, elle est renommée cette fois par l'occupant soviétique Karl-Liebknecht-Straße en l'honneur du cofondateur lipsien du Parti communiste d'Allemagne Karl Liebknecht (1871-1919), un odonyme qui n'a pas été remis en question à la Réunification allemande. Karl Liebknecht est d'ailleurs né dans une rue adjacente, la Braustraße 15 ; il a pendant sa vie vécu dans la rue même, à la Haus Südplatz 11, aujourd'hui à la Karl-Liebknecht-Straße 69.
Du fait des renommages successifs dans l'après-guerre, certains en ont par jeu fait un pot-pourri : Adolf-Südknecht-Straße. Aujourd'hui, les lipsiens appellent familièrement la rue Karli ou encore Südmeile.

## Histoire
La rue est créée pendant le boom immobilier à la fin du XIXe siècle. En lieu et place de cette rue se trouvait autrefois un chemin qui reliait le centre-ville au vieux Connewitz. Ce chemin longeait l'actuelle Kochstraße.
Le segment nord de la rue, à partir de Südplatz, existait pourtant déjà au Moyen Âge. Il représentait une partie de la Via imperii. Jusqu'au milieu du XIXe siècle, on appelait ce segment Connewitzer Chaussee et à partir de 1839 Zeitzer Straße.
Quand Leipzig était fortifiée par des remparts, les fortifications coupaient l'extrémité nord de la rue, à hauteur de l'actuelle Riemannstraße. Pour entrer dans l'enceinte de la ville, il fallait passer la porte des remparts nommée außerste Peterstor ou Zeitzertor, la « Porte de Zeitz » sur la route de Zeitz, une ville de Saxe-Anhalt située à une cinquantaine de kilomètres au sud de Leipzig.
Face à la Heinrich-Schütz-Platz, aménagée en espace vert dès 1890 par le jardinier municipal de Leipzig Otto Wittenberg (1834-1918), se dressait l'église Saint-André, endommagée pendant la Seconde Guerre mondiale et rasée en 1958.

## LaKarli Beben
Deux fois par an, la rue se transforme et abrite un festival de jour et de nuit sous la devise : Die Karli lebt, die Karli bebt! (« La Karli vit, la Karli tremble »),. Si ce lieu est déjà très fréquenté tout au long de l'année par une majorité d'étudiants et de touristes pour son ambiance, ses nombreux bars et restaurants branchés ainsi que son esthétisme, la Karli Beben attire et rassemble un grand nombre des habitants.
De nombreux stands tels que des camions-restaurants s'installent, un marché aux puces parcourt la rue. Durant la journée, les animations sont nombreuses et s'enchaînent, la musique remplie les rues, des pièces de théâtre sont jouées. Une fois la nuit tombée l'ambiance devient plus festive; les stands laissent alors place à des scènes, occupées par divers groupes de musique.

## Urbanisme
La numérotation des immeubles suit la logique séquentielle napoléonienne. Les n° impairs sont du côté est et les n° pairs du côté ouest.
Les styles architecturaux dominants dans la rue sont le néo-classicisme, l'historicisme, l'art nouveau ou du néo-germanisme ainsi que quelques exemples d'expressionnisme et d'art déco. Quelques bâtiments détruits pendant la guerre ont été reconstruits pendant la RDA. Les immeubles de la Karl-Liebknecht-Straße ont été presque intégralement réhabilités. Certains bâtiments ont subi pendant la RDA un « déstucage » (Entstuckung) qui consiste à retirer le stuc et les décorations des façades pour la rendre lisse, neutre et sans ornement.
Liste des rues transversales importantes (du nord au sud) :
| Zentrum-Süd - Riemannstraße - Hohe Straße - Paul-Gruner-Straße - Braustr./Shakespearestraße - Körnerstraße | Süd-Vorstadt - Schenkendorfstraße - Arndtstraße - Alfred-Kästner-Straße - Kurt-Eisner-Straße - Scharnhorststraße - Hardenbergstraße - Steinstraße - Fichtestraße - Kantstraße - Richard-Lehmann-Straße | Connewitz - Eichendorffstraße - Gustav-Freytag-Straße - Scheffelsstraße - Arno-Nitzsche-Straße |  |

## Transports
La Karl-Liebknecht-Straße est une deux-voies pour automobiles doublée d'une deux-voies cyclable. Au centre de la chaussée se trouvent les rails de tramway pour les lignes 10 et 11 du tramway de Leipzig, auxquels s'ajoute la ligne 9 entre la Richard-Lehmann-Straße et Connewitzer Kreuz.

## Bâtiments remarquables
- N° 30/32 : Volkshaus
Bourse du travail, qui représente le siège historique du syndicalisme lipsien. Aujourd'hui encore, elle est le siège de la confédération allemande des syndicats et de ver.di, le syndicat unifié des services. La cour intérieure de la Volkshaus abrite une stèle de granit en l'honneur d'Heinrich Heine.
- N°46 : naTo
Cinéma et centre culturel. Un pavillon en bois a d'abord été construit en cet endroit en 1949. Il a été incendié au cours de l'insurrection de juin 1953 puis reconstruit en dur pour devenir le siège du Front national de la République démocratique allemande. Il sert depuis 1982 de cinéma, de théâtre, de salle de concert et de conférence. C'est là que le groupe Rammstein a fait son premier concert en public le 14 avril 1994. Le naTo est le siège de l'association Kultur- und Kommunikationszentrum naTo e.V. qui en plus de gérer le centre, organise des événements festifs à Leipzig durant l'été, comme le prix de tacot (une course de caisses à savon organisé sur le Fockeberg) ou les régates de baquet (course de baignoires sur le plan d'eau du Monument de la Bataille des Nations).
- N° 145 : Le siège de l'Université des sciences appliquées de Leipzig (Hochschule für Technik, Wirtschaft und Kultur Leipzig — HTWK) construite par l'architecte Albert Geudebrück.

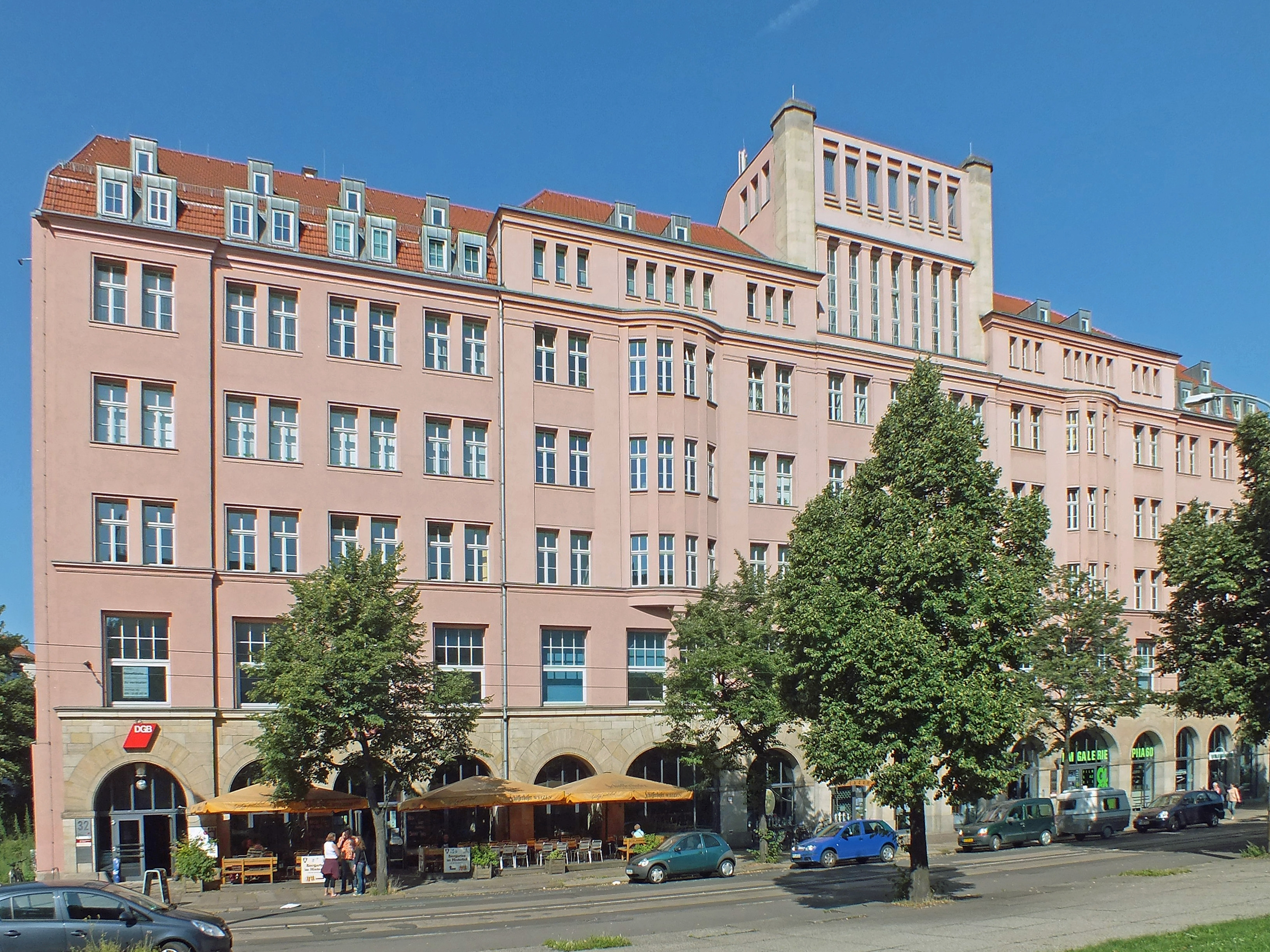
La Volkshaus au n°30
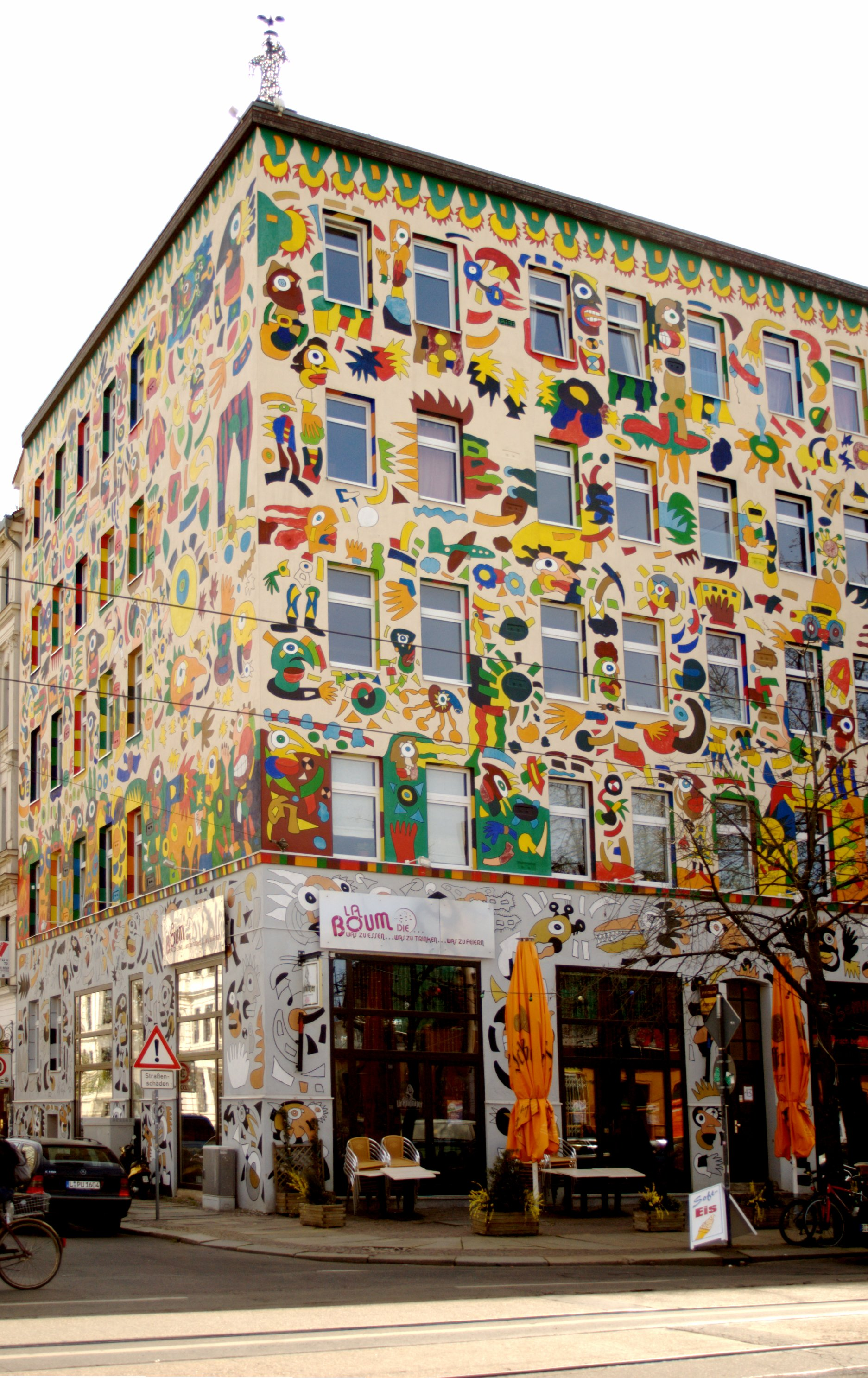
Façade décorée par Michael Fischer au n°43.
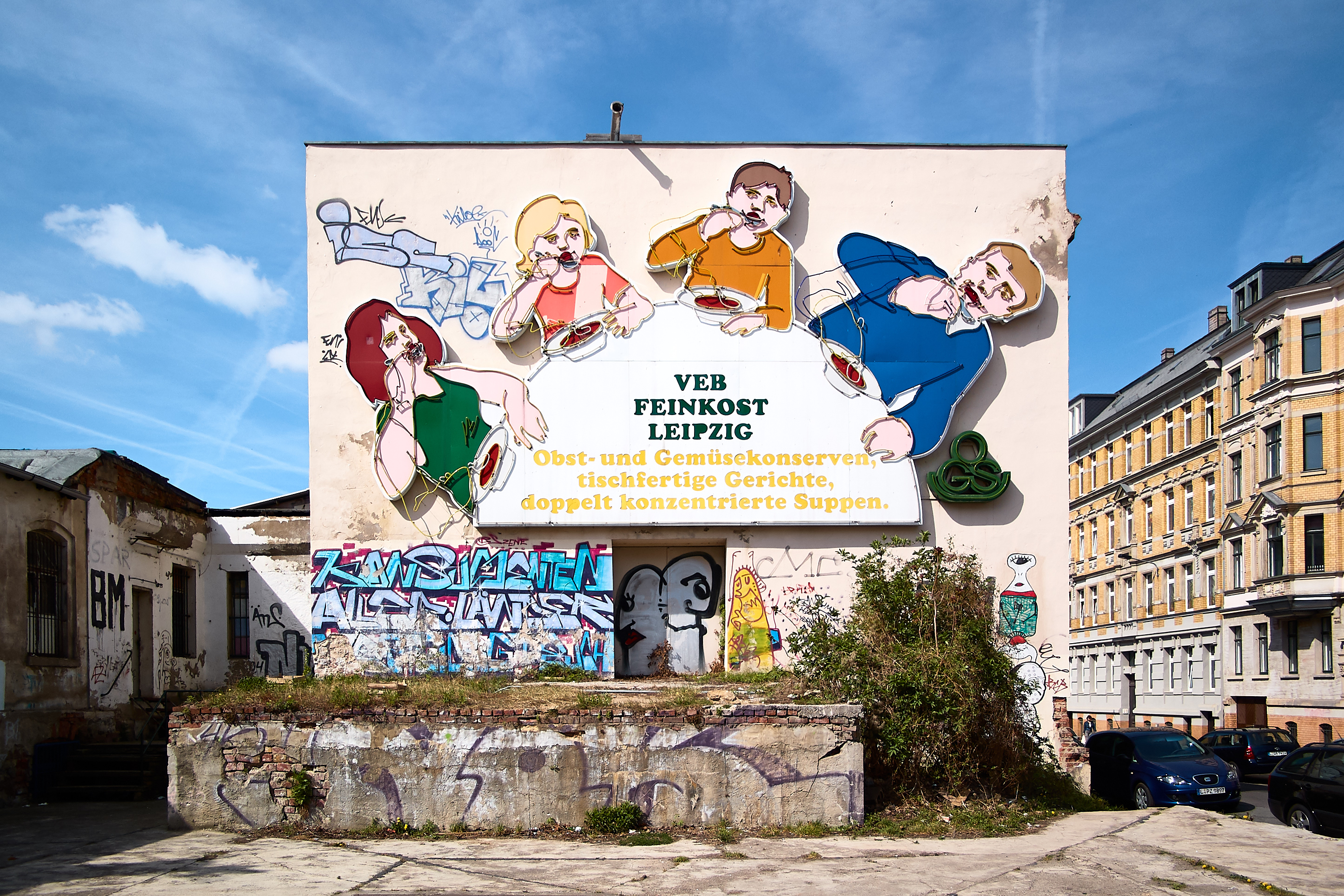
Ancienne devanture de la Löffelfamilie, une enseigne lumineuse de la RDA.
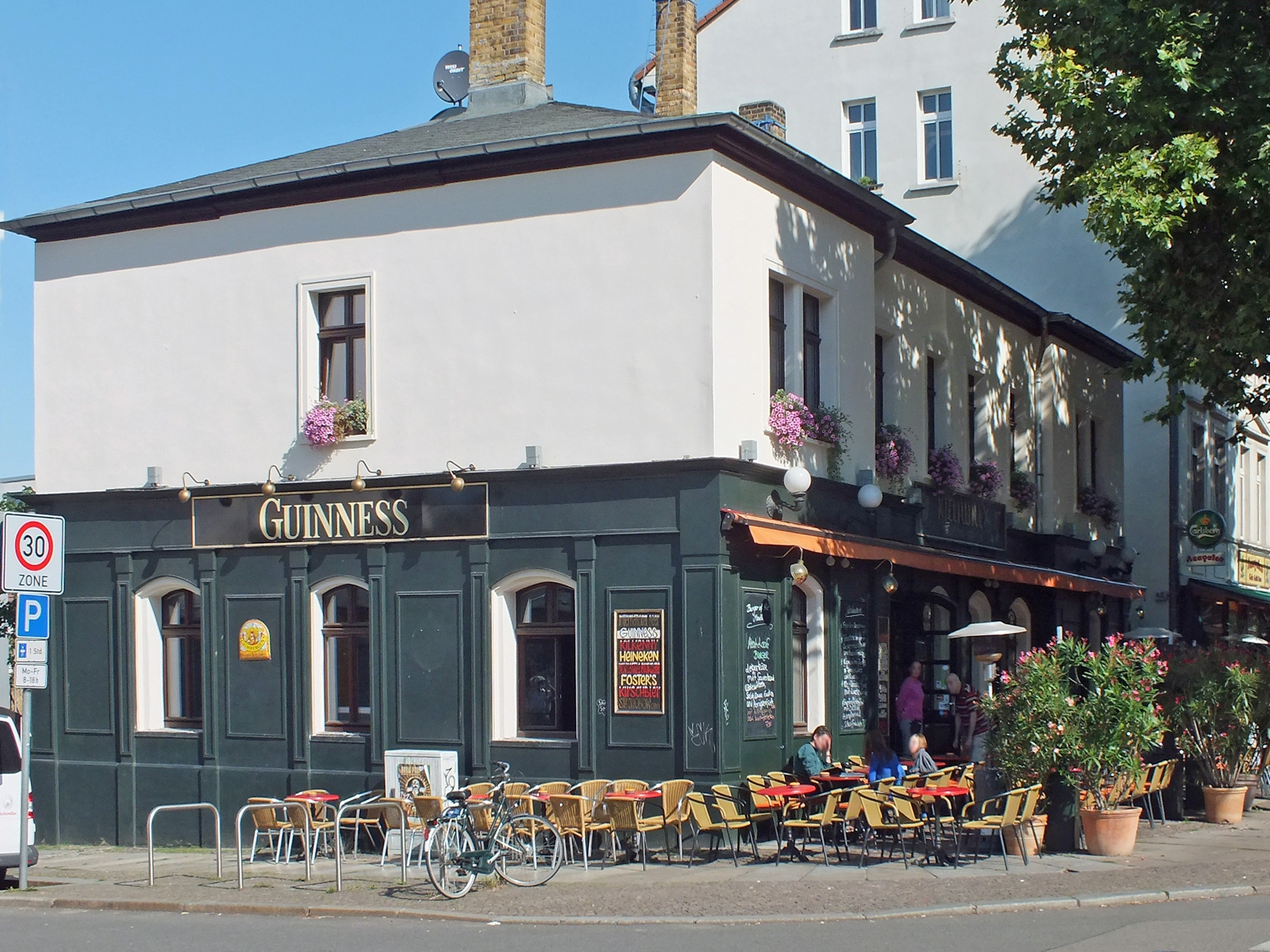
Porterie de la Porte de Zeitz construite en 1856, reconvertie en pub irlandais au n°44.
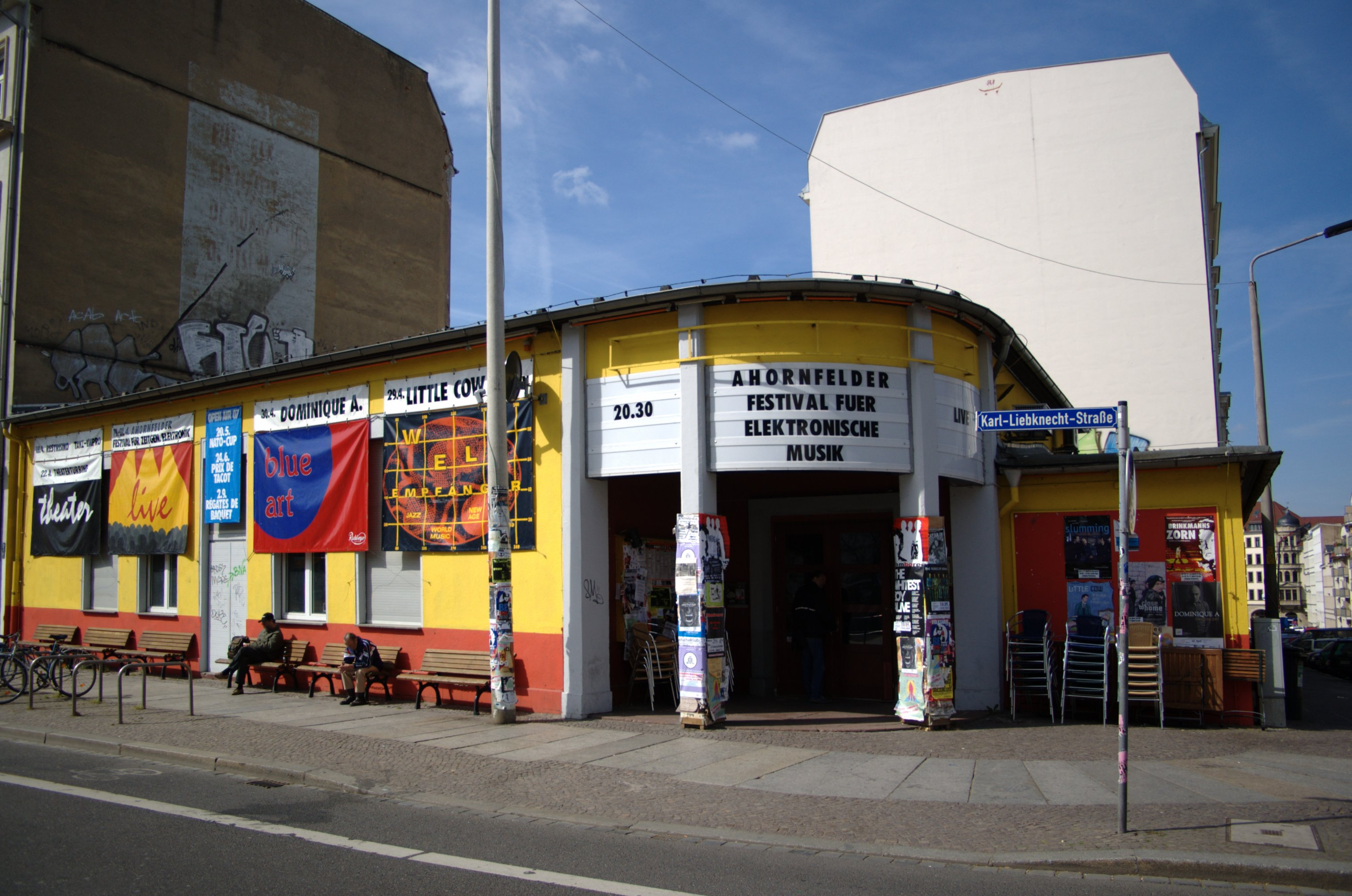
La maison culturelle naTo au n°46
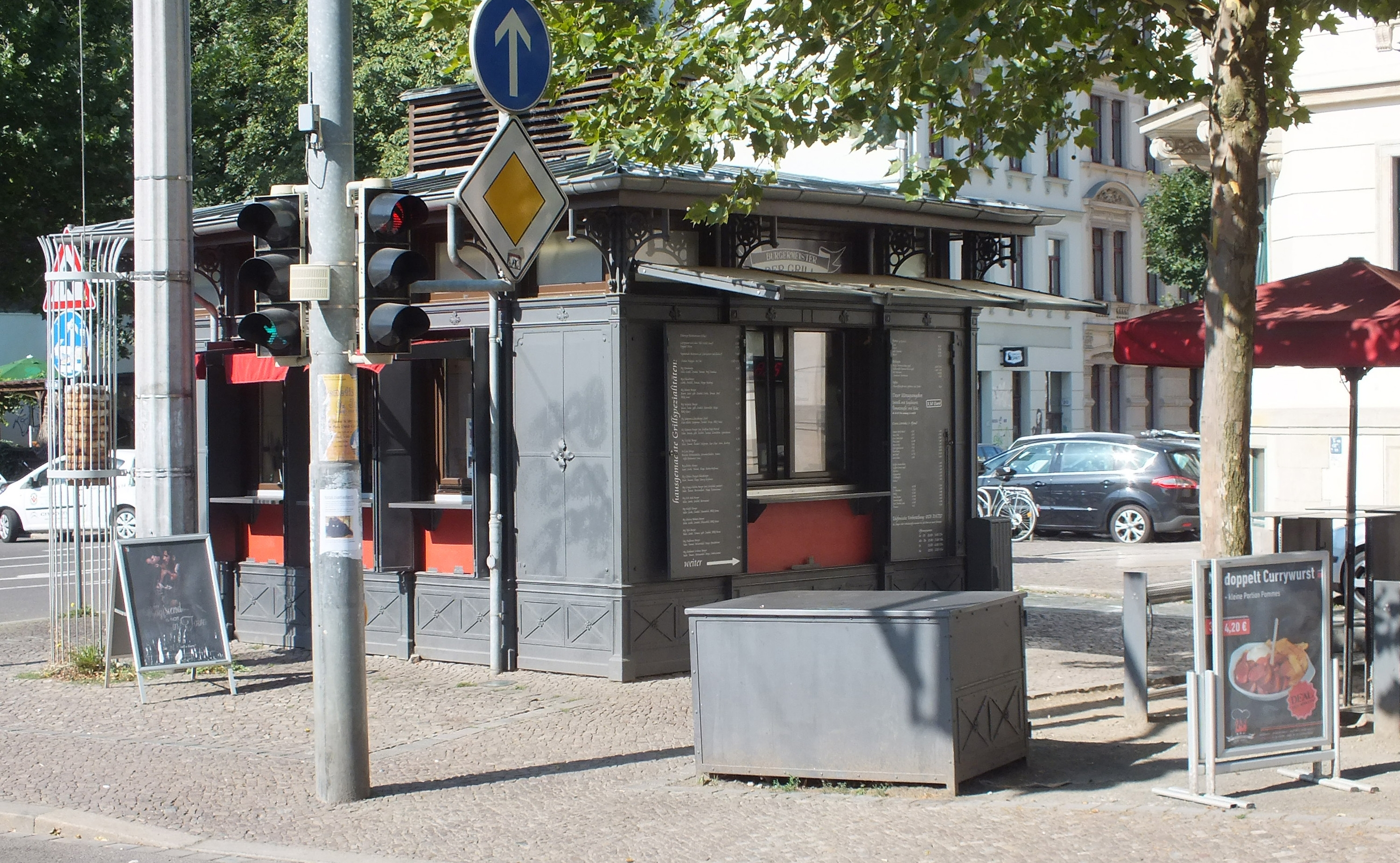
Ancienne vespasienne reconvertie en kiosque au Südplatz 1.
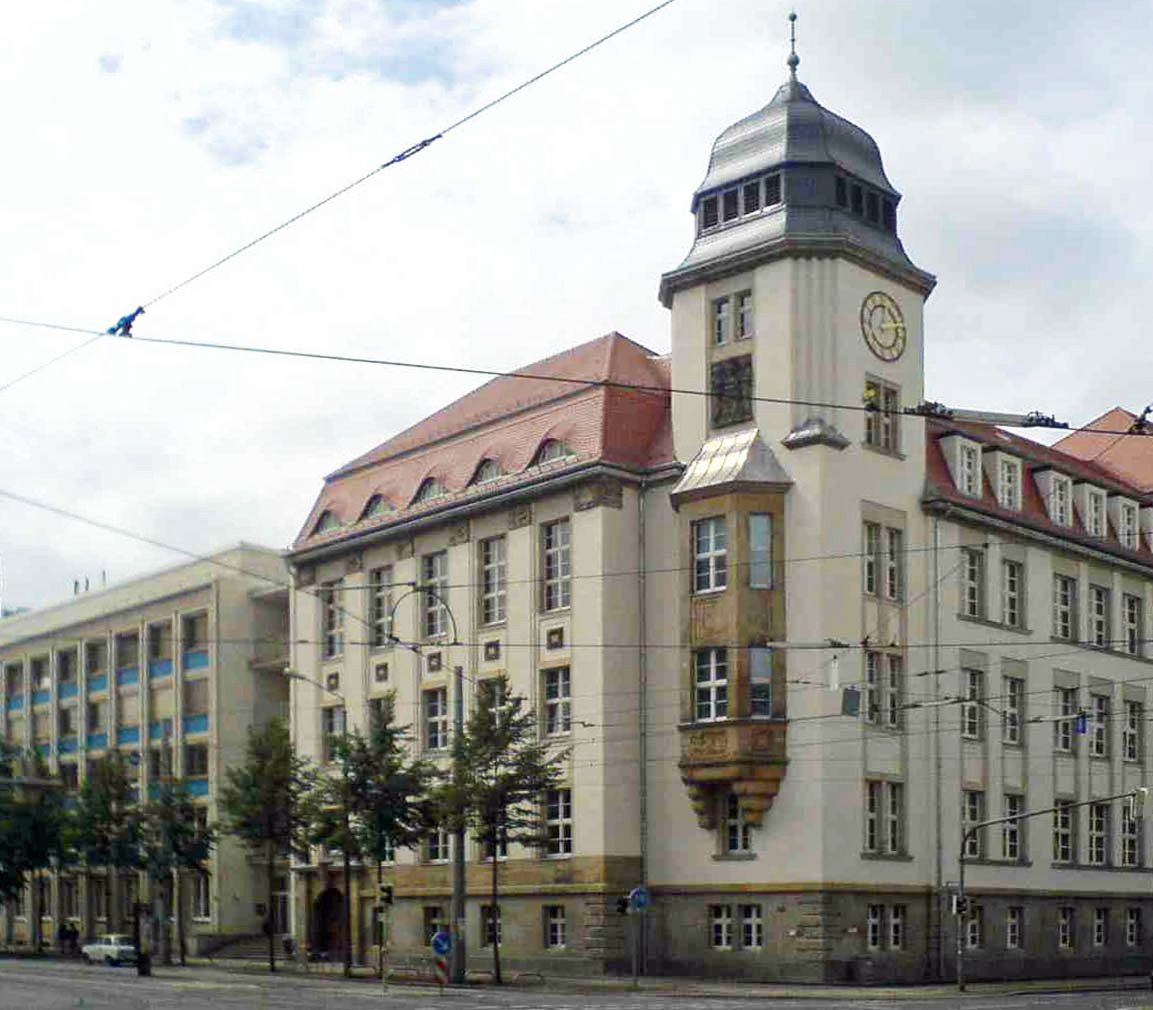
Le siège de l'Université des sciences appliquées (HTWK) au n° 145.